# بی‌ادراری
بی‌ادراری یا آنوریا به خروجی ادراری کمتر از ۱۰۰ میلی لیتر در ۲۴ ساعت می‌گویند. آنوریا در نارسایی‌های کلیوی و انسداد مجاری ادراری (بر اثر تومور یا سنگ‌های کلیوی) اتفاق می‌افتد. آنوریا یک بیماری نیست بلکه یک علامت بیماری است و معمولاً با علایم دیگری مانند عدم اشتها، ضعف، اسهال و استفراغ بروز می‌کند.